# Црква Светих Апостола у Петровцу
Црква Светих Апостола се налазила у Петровцу, на територији општине Косовске Каменице, на Косову и Метохији. Припадала је Епархији рашко-призренске Српске православне цркве.

## Разарање цркве 1999. године
Црква је демолирана и спаљена од стране албанских екстремиста, а након доласка америчких снага КФОР-а.